# Tony Sbarbaro
Antonio Sbarbaro, anche conosciuto come Tony Sbarbaro e Tony Spargo (New Orleans, 27 giugno 1897 – New York, 30 ottobre 1969), è stato un compositore e batterista statunitense, di origine italiana.

## Biografia
Tony Sbarbaro (soprannominato Spargo) nacque a New Orleans in una famiglia di emigrati siciliani.
Agli inizi della carriera suonò con la Frayle Brothers Band (probabilmente a partire dal 1911) e con la Reliance Band di Papa Jack Laine.
Fu a fianco di Merritt Brunies e Carl Randall.
Si unì alla Original Dixieland Jazz Band in occasione delle prime registrationi del 1917, divenendone poi il leader negli anni quaranta e rimanendone membro fino allo scioglimento, avvenuto negli anni sessanta, quando Sbarbaro era rimasto il solo membro fondatore della band.